# Pectín esterasa
La pectín esterasa es una enzima hidrolasa que libera los grupos metoxilo de los residuos de ácido galacturónico de las pectinas, dando lugar a pectatos y a metanol. Su número EC 3.1.1.11. Se encuentra en algunas bacterias y hongos, fundamentalmente fitopatógenos, y es de mucha aplicación en la industria del zumo.
La pectin esterasa funciona principalmente alterando el pH localizado de la pared celular, lo que da lugar a alteraciones en la integridad de la pared celular.
La pectin esterasa cataliza la desesterificación de la pectina en pectato y metanol. La pectina es uno de los principales componentes de la pared celular de la planta. En las plantas, la pectin esterasa desempeña un papel importante en el metabolismo de la pared celular durante la maduración de los frutos. En los patógenos bacterianos de las plantas, como Erwinia carotovora, y en los patógenos fúngicos, como Aspergillus niger, la pectin esterasa participa en la maceración y la putrefacción suave de los tejidos vegetales. Las pectin esterasas vegetales están reguladas por los inhibidores de pectin esterasa, que son ineficaces contra las enzimas microbianas.

## Función
Estudios recientes han demostrado que la manipulación de la expresión de la pectin esterasa puede influir en numerosos procesos fisiológicos. En las plantas, la pectin esterasa desempeña un papel en la modulación de la estabilidad mecánica de la pared celular durante la maduración del fruto, la extensión de la pared celular durante la germinación del polen y el crecimiento de los tubos de polen, la abscisión, la elongación del tallo, el rendimiento de los tubérculos y el desarrollo de las raíces. 
También se ha demostrado que la pectin esterasa desempeña un papel en la respuesta de las plantas al ataque de los patógenos. La pectin esterasa asociada a la pared celular de Nicotiana tabacum participa en el reconocimiento del receptor de la célula huésped para la proteína de movimiento del virus del mosaico del tabaco y se ha demostrado que esta interacción es necesaria para la translocación del virus de célula a célula. 
La acción de la pectin esterasa sobre los componentes de la pared celular de la planta puede producir dos efectos diametralmente opuestos. El primero es una contribución al endurecimiento de la pared celular al producir bloques de grupos carboxilos no esterificados que pueden interactuar con los iones de calcio formando un gel de pectina. El otro es que la liberación de protones puede estimular la actividad de las hidrolasas de la pared celular contribuyendo a la relajación de la pared celular.

## Esterificación de la pectina
Las pectinas forman aproximadamente el 35% del peso seco de las paredes celulares de las dicotiledóneas. Se polimerizan en el cis Golgi, se metilizan en el Golgi medio y se sustituyen por cadenas laterales en las cisternas trans Golgi. La bioquímica de la pectina puede ser bastante complicada pero, en pocas palabras, la columna vertebral de la pectina comprende 3 tipos de polímeros: homogalacturonanos (HG); ramnogalacturonano I (RGI) y ramnogalacturonano II (RGII).
El homogalacturonán se encuentra altamente metilesterificado cuando se exporta a las paredes celulares y posteriormente se desesterifica por la acción de la pectin esterasa y otras enzimas pécticas. La pectin esterasa cataliza la desesterificación de las unidades de ácido D-galactosidurónico metilesterificado en compuestos pécticos que producen sustratos para las enzimas despolimerizantes, en particular las pectinas ácidas y el metanol.
La mayoría de las pectin esterasas vegetales purificadas tienen puntos isoeléctricos neutros o alcalinos y están unidas a la pared celular mediante interacciones electrostáticas. Sin embargo, las pectin esterasas pueden presentar puntos isoeléctricos ácidos como los que se detectan en las fracciones solubles de los tejidos vegetales. Hasta hace poco tiempo, se suponía en general que las pectin esterasas vegetales eliminaban los ésteres metílicos de forma progresiva en bloque, dando lugar a largos tramos contiguos de residuos de GalA no esterificados en los dominios homogalacturónicos de pectina. Por otra parte, se pensaba que las pectinesterasas fúngicas tenían una actividad aleatoria que daba lugar a la desesterificación de residuos de GalA individuales por interacciones enzima/sustrato. Ahora se ha demostrado que algunas isoformas de pectin esterasa de plantas pueden exhibir ambos mecanismos y que tales mecanismos son impulsados por alteraciones en el pH. El pH óptimo de las plantas superiores suele estar entre el pH 7 y el pH 8, aunque el pH de la pectinesterasa de los hongos y las bacterias suele ser mucho más bajo.